# Paraona cocciniceps
Paraona cocciniceps là một loài bướm đêm thuộc phân họ Arctiinae, họ Erebidae.